# 小川悦子 (編集者)
小川 悦子（おがわ えつこ、本名：小川 悦、1935年 - ）は、日本の編集者、著作家。セーラー出版株式会社（後のらんか社）社長を務めた。

## 経歴
1953年に、文園女子高等学校（大妻中野中学校・高等学校の前身）を卒業し、印刷会社に勤めた後、1957年にセーラー万年筆に入社した。同社では、20年間にわたって社内報の編集を続けた。また、在職中から文芸同人誌『文芸首都』、『新現実』に参加していた。
1985年2月、当時、秘書係長であった小川は、新設されたセーラー出版へ出向し、社長となった。小川社長の下、同社はおもに諸外国の絵本の翻訳出版事業を展開した。最初に手がけたのは、親会社のセーラー万年筆がキャラクター商品を手がけていたペヨの「スマーフ」のシリーズで、その後、ヨゼフ・ウィルコン、ウィリアム・スタイグ、アニタ・ローベル、マックス・ベルジュイスなどの作品が翻訳出版された。1997年には、初めて、翻訳ではないオリジナル作品（野村なおこ『しましまパーティー』）の出版を手がけた。
小川が社長だった当時、セーラー出版は、小川自身を含め少人数（1999年時点で3人）の体制で業務をこなしており、全員が編集も営業も担う状態であったという。また、自ら翻訳を手がけたこともあった。
小川は、2008年にセーラー出版を退職した。その後2012年に、セーラー万年筆はセーラー出版の全株式を売却し、翌2013年にはらんか社となった。

## エピソード
河毛二郎は、セーラー万年筆の大株主であった王子製紙の社長在職中に、レーシー・ヘルプスの童話の翻訳を4件手がけているが、これは、河毛が英語で小説を読むのが趣味だと聞きつけた小川が翻訳を勧めたことを受けて取り組まれたことであった。

## おもな著書

### 著書
- 『一九五二年十七歳』（沖積舎） 1989年
- 『ほどけばもとの』（作品社） 2011年
- 『伊左衛門の狐』（作品社） 2012年

### 訳書
翻訳は「おがわえつこ」名義による。
- ウィリアム・スタイグ作品多数 - 『ゆうかんなアイリーン』、『きいろとピンク』、『みにくいシュレック』など
- ジゼル・ポター（スウェーデン語版）作品 - 『私が学校に行かなかったあの年』（絵と文）、『ケイトと豆のつる』（絵）、『ゆうかんなちびのお針子』（絵）